# Ulrich Schreiber (Geologe)
Ulrich C. Schreiber (* 1956 in Osterode am Harz) ist ein pensionierter deutscher Professor für Allgemeine Geologie der Universität Duisburg-Essen und Schriftsteller.

## Leben
Ulrich C. Schreiber verbrachte seine Schulzeit bis zum Abitur am Tilman-Riemenschneider-Gymnasium in Osterode am Harz. 1976 begann er das Studium der Geologie an der Technischen Universität Clausthal, das er nach neun Semestern abschloss. Der erste wissenschaftliche Auslandsaufenthalt führte ihn 1979 für ein Praktikum beim staatlichen Wasserwesen nach Windhoek, Namibia. Gegen Ende des Studiums bot sich die Gelegenheit, an einer Forschungsfahrt von Samoa nach Hawaii zur Erkundung von Manganvorkommen auf dem Meeresgrund teilzunehmen. Nach dem Diplom 1981 folgte ein Teilstudium der Chemie in Clausthal und Geochemie an der Georg-August-Universität Göttingen. Mit Geländeaufnahmen in Argentinien im Herbst 1982 begann die Zeit der Promotion und einer Anstellung als Wissenschaftlicher Mitarbeiter in Clausthal. Mit dem Wechsel auf eine wissenschaftliche Mitarbeiterstelle an der Rheinischen Friedrich-Wilhelms-Universität Bonn schloss er 1987 seine Promotion mit einer Arbeit zur Geochemie känozoischer Vulkanite der Puna Nordwest-Argentiniens ab.
Die Zeit als Assistent am Geologischen Institut der Universität Bonn brachte die ersten intensiven Geländekontakte zum Mittelrheingebiet, dem Westerwald und der Eifel. 1994 habilitierte er sich mit einer Arbeit über die tertiären Vulkanite des Westerwaldes. 1996 wurde Schreiber als Professor für Allgemeine Geologie an der Universität-Gesamthochschule Essen (seit 2003 Universität Duisburg-Essen) ernannt. Seit März 2022 befindet er sich im Ruhestand.

## Forschung
Schreibers Arbeitsgebiete sind Entstehung des Lebens, die Regionale Geologie von Mitteleuropa, Vulkanismus und Tektonik sowie die Geoökologie. 2003 entdeckte er einen Zusammenhang zwischen dem Auftreten hügelbauender Waldameisen und gasführenden tektonischen Bruchzonen der Erdkruste. Auf seine Initiative hin gründete sich 2010 eine Forschergruppe an der Universität Duisburg-Essen zur Erforschung der Verwendbarkeit von Steinkohle-Bergwerken als Untertägige-Pumpspeicherwerke.
In Zusammenarbeit mit Kollegen aus allen Naturwissenschaften der Universität Duisburg-Essen entwickelte Schreiber ein hypothetisches Modell zur Entstehung des Lebens innerhalb von kontinentalen Bruchzonen der jungen Erdkruste (Hypothesis: Origin of Life in Deep-Reaching Tectonic Faults). Durch die Identifikation einer geeigneten Umgebung war es möglich, einen Weg aufzuzeigen, wie eine erste Informationsspeicherung einer Aminosäuresequenz in einer RNA abgelaufen sein konnte. Aus der Kombination der bisherigen Forschungsrichtungen ergab sich eine neue Zusammenarbeit mit Alexander Josef Probst und seiner Arbeitsgruppe (Universität Duisburg-Essen) über die tiefe Biosphäre in der kontinentalen Kruste.
Schreiber veröffentlichte zahlreiche geowissenschaftliche Aufsätze und wissenschaftliche Bücher.

## Schriftsteller
Im Jahr 2006 erschien sein Thriller Die Flucht der Ameisen über einen fiktiven Ausbruch des Vulkans Hohe Buche am Rhein in der Gegenwart. 2010 veröffentlichte Schreiber seinen zweiten Roman, einen Köln-Krimi mit dem Titel Kreuzstein und sozialkritischem Bezug, in dem der Leser nebenbei Details über die Geologie des Siebengebirges und benachbarte Regionen erfährt. Im Mai 2011 erschien sein Sachbuch Vulkane, in dem die Zusammenhänge von Ursachen, Verbreitung und Gefahren des Vulkanismus in allgemeinverständlicher Form dargestellt werden. 2019 folgte das Sachbuch Das Geheimnis um die erste Zelle über die Arbeit seiner interdisziplinären Forschungsgruppe an der Universität Duisburg-Essen zum Ursprung des Lebens und den Stand des Wissens auf diesem Gebiet und ein Jahr später die englische Version The First Cell, die von dem Physikochemiker Christian Mayer um ein Kapitel zur Lebensdefinition ergänzt wurde.
Schreiber ist verheiratet und hat zwei Kinder.

## Veröffentlichungen (Auswahl)
- Die Flucht der Ameisen (Roman), Amazon 2017, ISBN 1-5449-2985-4, ISBN 978-1-5449-2985-9
- Kreuzstein (Roman), Amazon 2019, ISBN 1-0948-5778-5, ISBN 978-1-0948-5778-7
- Vulkane: Wissen, was stimmt (Sachbuch), Freiburg: Herder 2011, ISBN 3-451-06276-3
- Hypothesis: Origin of Life in Deep-Reaching Tectonic Faults, 2012, doi:10.1007/s11084-012-9267-4
- Das Geheimnis um die erste Zelle. Dem Ursprung des Lebens auf der Spur. Heidelberg: Springer 2019, ISBN 978-3-662-59182-6.
- The First Cell – The Mystery Surrounding the Beginning of Life. Springer, Heidelberg 2020, ISBN 978-3-03045380-0, doi:10.1007/978-3-030-45381-7 (englisch).
- Die Spiegelung der Zeit (Roman), Calderan, Daun 2025, ISBN 978-3-9860002-4-0.

## Weiterführende Literatur
- Ulrich Blode: Die Flucht der Ameisen, Szenario einer deutschen Geokalypse (Interview mit Ulrich C. Schreiber). In: Christoph Weidler (Hrsg.): Phase X – Das Magazin für Phantastik. Nr. 2, Atlantis Verlag, Stolberg 2006. S. 32–39